# Florence Portelli
Pour les articles homonymes, voir Portelli.
Florence Portelli, née le 23 mars 1978 à Argenteuil (Val-d'Oise), est une femme politique française.
Membre de l'Union pour un mouvement populaire puis des Républicains, elle est maire de Taverny depuis 2014, conseillère régionale d'Île-de-France depuis 2015, vice-présidente de la communauté d'agglomération Val Parisis depuis 2016, vice-présidente du conseil régional depuis 2019 et vice-présidente de l’Association des maires de France depuis 2021.
Elle est candidate à la présidence des Républicains lors du congrès des Républicains de 2017.
Elle est porte-parole des campagnes présidentielles de François Fillon en 2017 et de Valérie Pécresse en 2022.

## Situation personnelle

### Origines
Florence Portelli est la fille de Hugues Portelli, professeur de droit public et de science politique à l'université Panthéon-Assas, sénateur du Val d'Oise et ancien maire d'Ermont, et de Marie Bosi, originaire de Toscane,. Elle est aussi la nièce de l'ancien magistrat et avocat Serge Portelli. Elle est l’épouse du bandonéoniste (joueur  de bandonéon) Juanjo Mosalini, fils du musicien Juan José Mosalini.

### Formation et carrière professionnelle
Elle est titulaire d'une maîtrise de droit public de l'université Paris II-Assas et de l'institut de criminologie. En 2002, après ses études, elle devient attachée parlementaire à l'Assemblée nationale auprès de Henri Cuq, un fidèle du président de la République de l'époque Jacques Chirac, puis auprès de son père sénateur et de la sénatrice Lucienne Malovry, de 2004 à 2015,.

## Parcours politique

### Débuts
Née dans une famille politisée, elle se montre enthousiasmée par Philippe Séguin lors du référendum français sur le traité de Maastricht,. À sa majorité, son identification au mouvement séguiniste — dont elle se réclamera toujours par la suite — la pousse à s'engager au RPR. Elle prend la tête de la section des jeunes RPR du Val-d'Oise,.

### Maire de Taverny
En avril 2014, Florence Portelli est élue maire de la ville de Taverny, dans le Val-d'Oise, avec le soutien de l'ancien Premier ministre François Fillon et de parlementaires UMP,. La ville était détenue par la gauche depuis 1989.
La liste qu’elle conduit aux élections municipales de 2020 à Taverny l’emporte dès le premier tour, avec 58,32 % des voix, ce qui lui permet d’être réélue maire par le conseil municipal le 25 mai 2020 puis de devenir quatrième vice-présidente de Val Parisis déléguée à la Santé et à la Solidarité le 9 juillet 2020.

### Cadre de l’UMP puis de LR
En mai 2015, Nicolas Sarkozy la nomme membre du bureau politique national de l'UMP,. En septembre, elle est également nommée secrétaire nationale à la culture des Républicains.
Elle rejoint la liste électorale de Valérie Pécresse et est élue conseillère régionale d'Île-de-France en décembre 2015. Membre de la commission permanente et de la commission culture, elle est également vice-présidente du groupe Les Républicains au conseil régional francilien. À ce titre, elle représente l’institution au conseil d’administration des Ateliers Médicis.
François Fillon la nomme porte-parole lors de la primaire française de la droite et du centre de 2016, puis lors de la campagne en vue de l'élection présidentielle de 2017. Nièce du juge d'instruction Serge Portelli, elle n'est pas présente au rassemblement de soutien au candidat de la droite au Trocadéro, se déclarant gênée par les « slogans anti-magistrats et anti-journalistes ». Elle affirme à propos du présumé emploi fictif d'attachée parlementaire de Penelope Fillon : « Un collaborateur parlementaire peut même être payé à tricoter ».
Elle est également porte-parole de LR lors de la campagne des élections législatives menée par François Baroin. Lors du bureau politique national des Républicains se tenant au début du mois de juillet 2017, elle demande l'exclusion définitive des députés « Constructifs » qui soutiennent le gouvernement d'Édouard Philippe.
Le 29 août 2017, elle annonce sa candidature à la présidence des Républicains en vue du congrès prévu de décembre suivant,. Elle prône « une refondation, un fonctionnement démocratisé, un changement radical des statuts et la clarification de la ligne idéologique du parti »,. Elle défend une ligne ferme sur l'immigration, la sécurité et la justice, tout en prônant un respect de l'humanisme, déclarant : « Jamais il ne me viendrait à l'idée, par exemple, de parler des pauvres comme de « salauds assistés. ». Elle obtient 16,1 %, contre 74,6 % à Laurent Wauquiez et 9,2 % à Maël de Calan.

### Départ de LR, puis retour au parti
En février 2018, elle est nommée secrétaire générale de Soyons libres, mouvement créé par Valérie Pécresse et associé aux Républicains. Dans le sillage de Valérie Pécresse, elle quitte LR en juin 2019, dénonçant « un parti verrouillé avec un fonctionnement de plus en plus rabougri ».
Elle revient finalement au sein des Républicains par la suite et en devient vice-présidente. Lors de la crise politique suivant la dissolution de l'Assemblée nationale, le 11 juin 2024, alors que le président du parti, Éric Ciotti, appelle au ralliement avec le Rassemblement national en vue des élections législatives, Florence Portelli s'y oppose fermement. Elle réclame, comme d'autres cadres du parti, l'exclusion d'Éric Ciotti, l'accusant de vouloir « sauver sa circonscription » en mettant en place une « collaboration » avec le RN. 
Elle critique par ailleurs les statuts manquant de clarté de LR et « des problèmes de démocratie interne sérieux ».
En septembre 2024, elle est élue à la tête du groupe Île-de-France Rassemblée au conseil régional d'Île-de-France, succédant à Othman Nasrou.

## Synthèse des résultats électoraux

### Élections municipales
Les résultats ci-dessous concernent uniquement les élections où elle est tête de liste.
| Année | Parti | Parti | Commune | 1er tour | 1er tour | 1er tour | 2d tour | 2d tour | 2d tour | Sièges obtenus | Sièges obtenus |
| Année | Parti | Parti | Commune | Voix     | %        | Rang     | Voix    | %       | Rang    | CM             | CA             |
| ----- | ----- | ----- | ------- | -------- | -------- | -------- | ------- | ------- | ------- | -------------- | -------------- |
| 2014  |       | UMP   | Taverny | 3 735    | 38,59    | 1re      | 5 224   | 50,69   | 1re     | 27 / 35        | 7 / 9          |
| 2020  |       | SL    | Taverny | 3 869    | 58,32    | 1re      |         |         |         | 28 / 35        | 7 / 9          |

## Débat et polémique avec Manon Aubry
Lors d'un débat télévisé en novembre 2020 entre Florence Portelli et Manon Aubry, celle-ci s'emporte contre le racisme ou la xénophobie pratiqués de façon systématique à l'encontre des personnes d'origine arabe et subsaharienne dans les quartiers populaires français. Florence Portelli nuance ces propos en rappelant un contexte où le racisme existe partout, y compris contre les personnes blanches, ce qu'elle déclare avoir subi par des violences verbales. Pour l'eurodéputée insoumise, la comparaison semble inapproprié car la gravité serait moindre. Portelli l'interroge alors sur la nature des insultes italophobes subies par sa mère en France ("sale macaroni"), en lui demandant si cela relève du racisme. Répliquant que non, l'eurodéputée suscite une controverse. Elle revient sur ces propos dans la nuit même, et admet qu'il s'agit d'une insulte raciste.

## Vie privée
Passionnée de cinéma, d’opéra, de littérature et de théâtre, pratiquant le piano depuis l'âge de six ans et l’orgue depuis l’âge de 14 ans, elle est présidente de l'orchestre national d'Île-de-France depuis 2016,.

## Décoration
- Chevalier des Arts et des Lettres (2020)[39]